# علاءالدین دروبی
علاءالدین پاشا بن عبدالحمید پاشا دروبی (۱۸۷۰ – ۲۱ اوت ۱۹۲۰) سیاستمدار سوری بود که قبل از ترورش در سال ۱۹۲۰، به مدت یک ماه نخست‌وزیر سوریه بود.
او در حمص به دنیا آمد و همان‌جا تحصیلات ابتدایی خود را گذراند و سپس برای ادامه تحصیل به استانبول رفت و در آنجا از رشتهٔ حقوق سیاسی فارغ‌التحصیل شد.
الدوربی در زمان امپراتوری عثمانی حاکم ایالت‌های یمن و سپس بصره شد. پس از سرنگونی امپراتوری عثمانی به سوریه بازگشت و در وزارت پادشاهی عربی سوریه مشغول به کار شد؛ و پس از حمله فرانسه به سوریه و شکست پادشاهی سوریه در جنگ میسلون، پادشاه فیصل یکم سوریه را ترک می‌کند و هاشم الاتاسی از نخست‌وزیری برکنار و از طرف قیمومت فرانسه دروبی مکلف نخست‌وزیری سوریه می‌شود.

## زندگی و تحصیلات
او در حمص سال ۱۸۷۰ تولد شد و در همان‌جا تحصیلات ابتدایی را شروع کرد، سپس برای تکمیل دروس خود به استانبول رفت.
او بعد از نجم‌الدین دروبی و هاشم الاتاسی سومین شخصی است که در زمان خود برای تحصیلات عالی به استانبول رفت و این سه اشخاص از رشته‌های حقوق سیاسی فارغ‌التحصیل شدند.

## مناصب سیاسی
او در زمان امپراتوری عثمانی ابتدا سفیر سرای توپقاپی در بالکان، سپس حاکم مملکت یمن و بعد حاکم بصره شد.
بعد از شکست امپراتوری عثمانی در اواخر جنگ جهانی اول از انقلاب بزرگ عربی پادشاهی عربی سوریه با حاکمیت فیصل یکم تشکیل شد. دروبی به پادشاهی عربی سوریه آمد و در دولت نخست‌وزیر هاشم الاتاسی، در وزارت داخلی آن به کار مشغول شد. بعد از جنگ میسلون و شکست این پادشاهی به وسیلهٔ فرانسوی‌ها، قیمومت فرانسه بر سوریه حاکم شد. قیمومیت هاشم الاتاسی را مجبور به استعفا و فیصل یکم نیز از سوریه تبعید کردند سپس الدوربی را مکلف به تشکیل دولت جدید کرد و وی در ۲۸ ژوئن ۱۹۲۰ نخست‌وزیر سوریه شد.